# Jennie Garth
Pour les articles homonymes, voir Garth.
Jennie Garth est une actrice et productrice américaine, née le 3 avril 1972 à Urbana (Illinois).
Elle est considérée comme une icône de la télévision des années 1990 pour avoir incarné le rôle de Kelly Taylor dans Beverly Hills 90210 (1990-2000) et dans sa suite 90210 (2008-2010).
Entre 2002 et 2006, elle joue le rôle de Valerie Tyler dans la sitcom Ce que j'aime chez toi.
Productrice, elle occupe la vedette de plusieurs téléfilms et participe à quelques émissions de téléréalité.

## Biographie
Jennifer Eve « Jennie » Garth naît à Urbana. Elle est la fille de John et de Carolyn Garth qui ont déjà chacun trois enfants de leurs précédents mariages : Johnny, Chuck, Lisa, Cammie, Wendy et Lynn. Jennie a grandi dans un ranch de 100 000 m2 à Arcola dans l'Illinois. Sa famille a déménagé à Tuscola puis à Glendale en Arizona lorsqu'elle avait 13 ans.
Dès lors, elle commence à prendre des cours de danse puis se lance dans le mannequinat ce qui la conduit à faire plusieurs compétitions.
Elle se fait alors remarquer par un agent d'Hollywood, Randy James. Elle est allée au lycée Greenway High School de Phoenix en Arizona avant de terminer ses études au lycée Apollo High School de Glendale en Arizona.
Déterminée à devenir une actrice, elle décide de quitter le lycée afin de partir s'installer à Los Angeles pour travailler avec Randy James. Dès lors, elle commence à prendre des cours de comédie et à auditionner ce qui la mène à obtenir le rôle de Ericka McCray dans la série de NBC, A Brand New Life.

### Carrière

#### DeBeverly Hills 90210àCe que j'aime chez toi

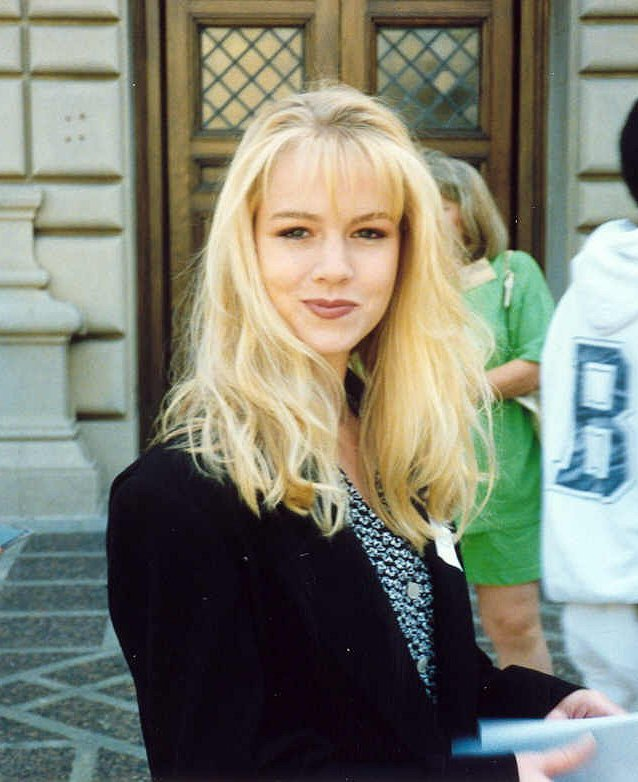
Jennie Garth lors des Emmy Awards en août 1992.

Jennie Garth tient son premier rôle dans la série Quoi de neuf docteur ?. Elle est ensuite apparue dans six épisodes de la série A Brand New Life puis a auditionné pour le rôle de Kelly Kapowski dans Sauvés par le gong mais c'est l'actrice Tiffani Thiessen qui a eu le rôle.
En 1990, elle obtient le rôle de Kelly Taylor, un des personnages principaux, dans la série télévisée Beverly Hills 90210. Tout au long de la série, le personnage fait face à plusieurs tribulations ayant des problèmes difficiles avec sa famille et ses amours. L'actrice fait preuve d'une compréhension exceptionnelle à propos des luttes et des triomphes de son personnage, la décrivant de manière identifiable faisant de son rôle l'un des personnages les plus développés et le plus populaire de la série. Elle incarne aussi la meilleure amie de Brenda, jouée par l'actrice Shannen Doherty. Elle est restée dans la série jusqu'à la dixième et dernière saison avec Brian Austin Green, Tori Spelling et Ian Ziering.
Elle a également joué dans Melrose Place en incarnant Kelly Taylor de Beverly Hills 90210, ce qui fait d'elle une icône de la continuité. Elle a également réalisé plusieurs épisodes de Beverly Hills 90210.
Son rôle dans Beverly Hills 90210 lui a ouvert plusieurs portes et elle a joué dans plusieurs téléfilms dans les années 1990 comme : L'ange revient, Passion d'adolescente, Cœur de vengeance. Elle a également eu des petits rôles sur grand écran dans des longs métrages tels que Telling You, My Brother's War et Power 98.
En 1994, elle fait une apparition au WrestleMania X au Madison Square Garden à New York.
En 2000, elle est classée 59e dans la liste des « 100 femmes les plus sexy » par le magazine FHM puis 93e dans la liste des « 100 femmes les plus sexy » en 2001.
En 2002, Jennie Garth retrouve le succès en devenant la tête d'affiche de la sitcom Ce que j'aime chez toi. Elle incarne Valerie Tyler, la sœur aînée de Holly Tyler (interprétée par Amanda Bynes). La série s'est achevée en 2006 après quatre saisons.
Parallèlement, elle poursuit sa carrière au sein de téléfilms et joue notamment dans L'Héritage d'une fille (2003) ou encore Un père Noël au grand cœur (2003).
En 2005, elle a prêté sa voix à son personnage dans Beverly Hills 90210, Kelly Taylor, dans Family Guy Presents Stewie Griffin: The Untold Story. Puis, elle continue le doublage pour des séries d'animations telles que American Dad! et Les Griffin.

En 2007, elle joue l'un des premiers rôles du téléfilm Conséquences de Peter Werner aux côtés d'Andrea Bowen. Le téléfilm est un succès d'audiences et lui vaut le « Prism Awards de la meilleure actrice ». La même année, elle participe à la cinquième saison de Dancing with the Stars.

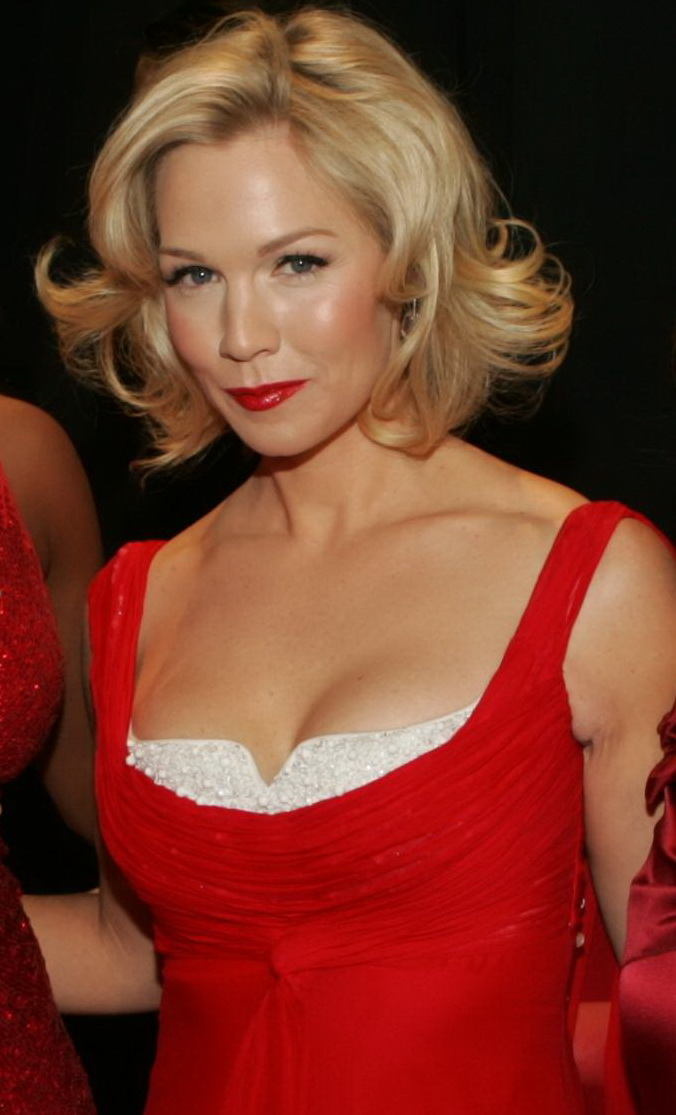
Jennie Garth au The Heart Truth's Red Dress Collection Fashion Show à New York le 13 février 2009.

En septembre 2008, l'actrice reprend son rôle de Kelly Taylor dans la série dérivée 90210 Beverly Hills : Nouvelle Génération. Maman d'un petit garçon de quatre ans dont le père est son ex-petit ami Dylan McKay, elle est la conseillère d'orientation du lycée de West Beverly et la demi-sœur aînée du personnage Erin Silver (Jessica Stroup). Jennie Garth retrouve aussi ses anciennes partenaires de Beverly Hills 90210, Shannen Doherty qui a également repris son rôle de Brenda Walsh et Tori Spelling qui reprend le rôle de Donna Martin. Elle quitte subitement la série à la demande de son mari pour se consacrer à sa vie de famille, après vingt épisodes.
En 2009, elle joue dans la web-série The Broadroom.

#### Téléfilms, productrice et rôles réguliers

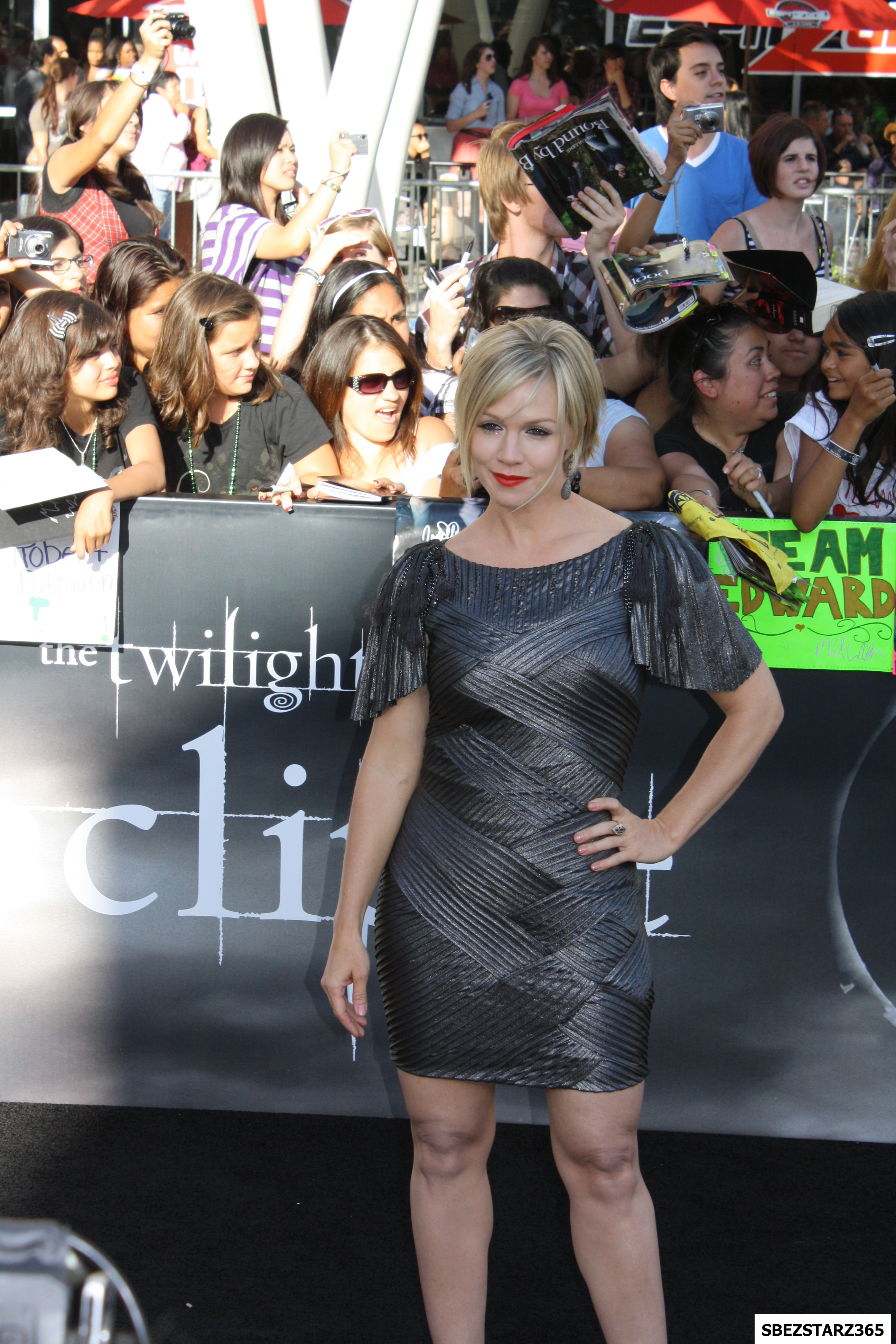
Lors de l'avant-première de Twilight, chapitre III : Hésitation à Los Angeles, en 2010.

En 2010, elle joue son propre rôle dans une autre série diffusée sur le web, Garden Party.
En 2011, elle tient le rôle principal du pilote Village People. Elle joue Alexa, une femme d'affaires célibataire qui décide d'adopter le bébé d'une adolescente et finit par prendre également à sa charge la jeune mère. Mais ABC Family ne commande pas la série. La même année, elle occupe la vedette de deux téléfilms Hallmark Channel : Pour les yeux de Taylor et Un mariage en cadeau.
En 2012, des caméras la suivent dans sa vie de famille loin des paillettes de Hollywood dans une ferme en Californie pour son émission de téléréalité Jennie Garth: Little Bit Country qui a été diffusée sur la chaîne CMT. Elle retrouve également Luke Perry et Jason Priestley, ses anciens partenaires de la série Beverly Hills 90210, dans une publicité pour les jeans Old Navy. Elle travaille par ailleurs avec Luke Perry sur le développement d'une sitcom dans laquelle, ils seraient les acteurs principaux mais le projet n'a pas abouti.
Par la suite, elle continue de jouer dans de nombreux téléfilms dont La Onzième Victime (2012) de Lifetime qui réalise de bonnes audiences lors de sa première diffusion, puis, Un rêve éveillé (2013) mais aussi Le Mariage de la dernière chance (2016).
En 2014, elle joue le rôle de Charlie Contour dans une sitcom avec Tori Spelling, sa partenaire de Beverly Hills 90210, Mystery Girls, qui s'intéresse à deux anciennes starlettes d'une série télévisée devenues détectives. Pour cette sitcom, elle assure aussi le rôle de productrice.
En 2018, elle joue les guest-star dans la série comique Very Bad Nanny.
En 2019, elle fait un retour médiatique exposé, lorsqu'elle rejoint ses anciens partenaires de la série Beverly Hills 90210 dans un reboot composé de six épisodes, diffusé durant l'été sur la chaîne américaine FOX. Sur une idée originale de Jennie Garth et de Tori Spelling, cette mini-série, aux allures de faux documentaire, à la particularité de voir la distribution jouer des versions fictives d'eux-mêmes ainsi que leur personnage emblématique.
La même année, elle partage la vedette d'un téléfilm La Clef du mystère aux côtés de sa fille, Luca Bella, devenue une star de Youtube aux États-Unis et qui fait ses débuts en tant qu'actrice. Cette production raconte l'histoire d'une mère et de sa famille endeuillée par la mort brutale de leur mari et père, classée en suicide. Les deux femmes refusent cette explication et se lancent alors dans une enquête afin de déterminer les causes réelles de ce décès,.
En 2021, Jennie Garth est à l'affiche du téléfilm Left for Dead: The Ashley Reeves Story, insipiré d'une histoire vraie. L'actrice interprète Michelle Reeves, la mère de la protagoniste. Le téléfilm est diffusé le 12 juin 2021 sur Lifetime.

### Vie privée
En avril 1994, Jennie Garth épouse Daniel Clark, qu'elle fréquente depuis moins d'un an. En janvier 1996, au bout de 21 mois de mariage, leur divorce est prononcé le 1er novembre 1996.
En juin 1996, elle a commencé à fréquenter l'acteur Peter Facinelli, qu'elle a rencontré quelques mois plus tôt sur le tournage du film An Unfinished Affair. Ils se sont mariés le 20 janvier 2001. Ensemble, ils ont eu trois filles : Luca Bella, née le 29 juin 1997 ; Lola Ray, née le 6 décembre 2002 et Fiona Eve, née le 30 septembre 2006. En mars 2012, ils annoncent être en procédure de divorce au bout de 16 ans de vie commune et 11 ans de mariage. Il est prononcé le 11 juin 2013.
En 2012, elle fréquente le photographe Noah Abrams, l'homme d'affaires Jason Clark, l'animateur Antonio Ballatore et le musicien Jeremy Salken,.
En 2013, elle fréquente l'homme d'affaires Michael Shimbo mais après un peu plus de trois mois, elle met un terme à leur relation,,.
Depuis décembre 2014, elle fréquente l'acteur américain David Abrams, avec lequel elle s'est fiancée en avril 2015. Le 11 juillet 2015, le couple s'est marié dans le ranch de Los Olivos, en Californie.

## Filmographie

### Cinéma
- 1996 : Power 98 de Jaime Hellman : Sharon Penn
- 1997 : My Brother's War (en) de James Brolin : Mary Fagan Bailey
- 1998 : Telling You de Rob DeFranco : Amber (non créditée)
- 2005 : L'Incroyable Histoire de Stewie Griffin (Family Guy Presents Stewie Griffin: The Untold Story) de Pete Michels et Peter Shin : Kelly Taylor[n 1] (animation, voix originale)

### Télévision

#### Téléfilms
- 1990 : La perfection n'existe pas (Just Perfect) de ? : une fille
- 1993 : Star (Danielle Steel's Star) de Michael Miller : Crystal Wyatt
- 1994 : Passion d'adolescente ou Adolescente en danger (Lies of the Heart: The Story of Laurie Kellogg) de Michael Toshiyuki Uno : Laurie Kellogg
- 1994 : Dans le piège de l'oubli (Without Consent) de Robert Iscove : Laura Mills (également productrice exécutive)
- 1994 : WrestleMania X de Kevin Dunn : elle-même (TV special à caractère sportif centré sur la WWF (catch américain))
- 1995 : Falling for You d'Eric Till : Meg Crane
- 1996 : Cœur de vengeance (An Unfinished Affair) de Rod Hardy : Sheila Hart (également productrice exécutive)
- 1996 : La Fin d'un rêve (A Loss of Innocence) de Graeme Clifford : Chelnicia « Chel » Bowen
- 2003 : L'Héritage d'une fille (The Last Cowboy) de Joyce Chopra : Jacqueline « Jake » Cooper
- 2003 : Un père Noël au grand cœur (Secret Santa) de Ian Barry : Rebecca Chandler
- 2007 : Conséquences (Girl, Positive) de Peter Werner : Sarah Bennett
- 2011 : Pour les yeux de Taylor (Accidentally in Love) de David Burton Morris : Annie Benchley
- 2011 : Un mariage en cadeau (A Christmas Wedding Tail) de Michael Feifer : Susan (également productrice exécutive)
- 2012 : La Onzième Victime (The Eleventh Victim) de Mike Rohl : Hailey Dean
- 2013 : Un rêve éveillé (Holidaze) de Jerry Ciccoritti : Melody Gerard
- 2016 : Le Mariage de la dernière chance (A Time to Dance) de Karen Kingsbury : Abby Reynolds
- 2019 : La Clef du mystère (Your Family or Your Life) de Tom Shell : Kathy Meyer
- 2021 : Laissée pour morte : L'Histoire d'Ashley Reeves (Left For Dead: The Ashley Reeves Story) de Gloria Kim : Michelle Reeves
- 2021 : Un Noël au grand cœur (A Kindhearted Christmas) de Alysse Leite-Rogers : Jamie Monroe
- 2022 : Ados sans limites (Bad Influence) de Bill Corcoran : Joan Miller

#### Séries télévisées
- 1989 : L'Ange revient (Teen Angel Returns) : Karrie Donato (nombre d'épisodes inconnus)
- 1989 : Quoi de neuf docteur ? (Growing Pains) : Denise (saison 5, épisode 13)
- 1989-1990 : A Brand New Life : Ericka McCray (6 épisodes)
- 1990-2000 : Beverly Hills 90210 : Kelly Taylor / Michelle Carlson[n 2] (292 épisodes - également réalisatrice de 2 épisodes)
- 1992 : Parker Lewis ne perd jamais (Parker Lewis Can't Lose) : elle-même (saison 2, épisode 22)
- 1992 : Melrose Place : Kelly Taylor (saison 1, épisodes 1 à 3)
- 1995 : The Larry Sanders Show : Jennie Garth[n 3] (saison 4, épisode 12)
- 2000-2001 : The Street : Gillian Sherman (8 épisodes)
- 2001 : Watching Detectives : Celeste (pilote non retenu par NBC)
- 2002-2006 : Ce que j'aime chez toi (What I Like About You) : Valerie « Val » Tyler (86 épisodes)
- 2008-2010 : 90210 Beverly Hills : Nouvelle Génération (90210) : Kelly Taylor (20 épisodes)
- 2009 : The Broadroom : Natasha (web-série, 4 épisodes)
- 2010 : Garden Party : elle-même (web-série)
- 2012 : Village People de James Widdoes : Alexa (pilote non retenu par ABC Family - également productrice exécutive)
- 2013 : Community : Ensign (saison 4, épisode 3 - non créditée)
- 2014 : Mystery Girls : Charlie Contour (10 épisodes - également productrice[41])
- 2018 : Very Bad Nanny (The Mick) : Jennie Garth[n 3] (saison 2, épisode 10)
- 2019 : Beverly Hills : BH90210 : Jennie Garth[n 3] / Kelly Taylor (6 épisodes - également cocréatrice et productrice)

#### Séries d'animation
- 1995 : Les Motards de l'espace (Biker Mice from Mars) : Angel Revson (voix originale - saison 3, épisode 8)
- 2006 : American Dad! : Trudy (voix originale - saison 2, épisode 13)
- 2006 : Les Griffin (Family Guy) : Kelly Taylor (voix originale - saison 4, épisode 29)
- 2016 : Robot Chicken : Marie-Grace Gardner / Carol Brady (voix originale - saison 8, épisode 17)

#### Émissions de télé-réalité
- 2007 : Dancing with the Stars (candidate, saison 5) (ABC)
- 2012 : Jennie Garth: A Little Bit Country (CMT) (également productrice exécutive)
- 2014 : The Jennie Garth Project (HGTV)

## Distinctions

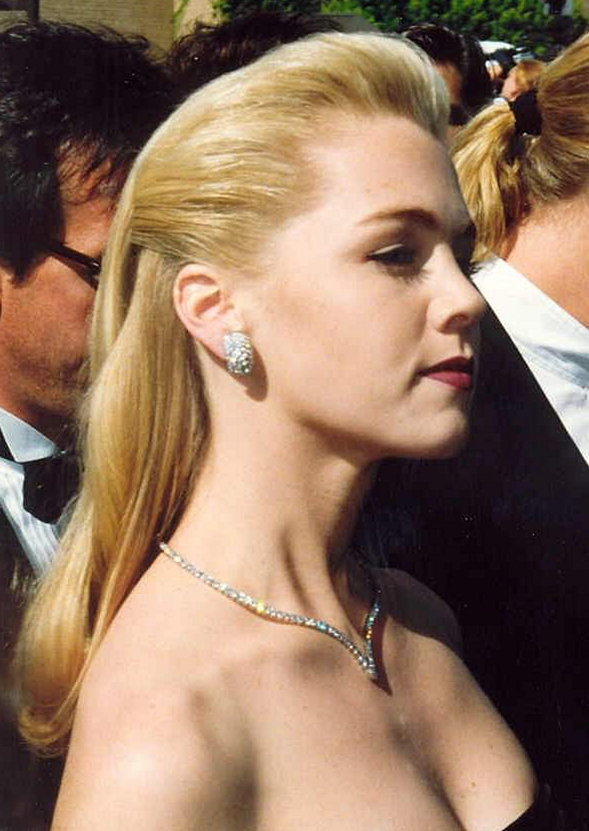
Lors de la cérémonie des Emmy Awards, en 1992.

Sauf indication contraire ou complémentaire, les informations mentionnées dans cette section proviennent de la base de données IMDb.

### Récompenses
- Bravo Otto 1991 : meilleure star féminine TV dans une série télévisée dramatique pour Beverly Hills 90210
- Young Artist Awards 1992 : meilleure jeune actrice dans une série télévisée dramatique pour Beverly Hills 90210
- Young Artist Awards 1992 : meilleure jeune distribution dans une série télévisée dramatique pour Beverly Hills 90210 partagée avec Jason Priestley, Shannen Doherty, Luke Perry, Brian Austin Green, Ian Ziering, Gabrielle Carteris et Tori Spelling.
- Young Artist Awards 1993 : meilleure jeune distribution dans une série télévisée dramatique pour Beverly Hills 90210

### Nominations
- Young Artist Awards 1991 : meilleure jeune actrice dans un second rôle dans une série télévisée dramatique pour Beverly Hills 90210
- Young Artist Awards 1991 : meilleure jeune distribution dans une série télévisée dramatique pour Beverly Hills 90210 partagée avec Jason Priestley, Shannen Doherty, Luke Perry, Brian Austin Green, Douglas Emerson, Ian Ziering, Gabrielle Carteris et Tori Spelling
- Bravo Otto 1992 : meilleure star féminine TV dans une série télévisée dramatique pour Beverly Hills 90210
- Kids' Choice Awards 1993 : actrice préférée dans une série télévisée dramatique pour Beverly Hills 90210
- Bravo Otto 1993 : meilleure star féminine TV dans une série télévisée dramatique pour Beverly Hills 90210
- Teen Choice Awards 1999 : meilleure actrice dans une série télévisée dramatique pour Beverly Hills 90210
- Canadian Screen Awards 2022 : meilleure actrice principale dans un téléfilm dramatique pour Left for Dead: The Ashley Reeves Story

## Voix françaises
En France
| - Barbara Tissier dans : - Beverly Hills (série télévisée, 2e voix) - The $treet (série télévisée) - L'Héritage d'une fille (téléfilm) - Ce que j'aime chez toi (série télévisée) - Un Père Noël au grand cœur (téléfilm) - Conséquences (téléfilm) - 90210 Beverly Hills : Nouvelle Génération (série télévisée) - Un mariage en cadeau (téléfilm) - Pour les yeux de Taylor (téléfilm) - La Onzième Victime (téléfilm) - Un rêve éveillé (téléfilm) - Le Mariage de la dernière chance (téléfilm) - La Clef du mystère (téléfilm) - Ados sans limites (téléfilm) | - Emmanuelle Pailly, dans : - Beverly Hills (série télévisée, 1re voix) - Melrose Place (série télévisée) - Star (téléfilm) - Dans le piège de l'oubli (téléfilm) - Passion d'adolescente ou Adolescente en danger (téléfilm) - Beverly Hills : BH90210 (série télévisée) et aussi - Fabienne Loriaux dans Laissée pour morte : L'Histoire d'Ashley Reeves (téléfilm) - Véronique Borgias dans Cœur de vengeance (téléfilm) |